# Hemipyrellia aureocrura
Hemipyrellia aureocrura är en tvåvingeart som beskrevs av James 1971. Hemipyrellia aureocrura ingår i släktet Hemipyrellia och familjen spyflugor.
Artens utbredningsområde är Vanuatu. Inga underarter finns listade i Catalogue of Life.